# AMC Spirit
AMC Spirit — субкомпактный автомобиль, выпускавшийся с 1978 по 1983 год компанией American Motors Corporation.

## Описание
AMC Spirit дебютировал в 1978 году для 1979 модельного года. Непосредственным предшественником является AMC Gremlin.
Автомобили AMC Spirit продавались в Висконсине, Онтарио и Мексике. На мексиканском рынке седаны носили название VAM Gremlin, а лифтбеки — VAM Gremlin. В 1981—1983 годах выпускался AMC Eagle SX/4 с кузовом Spirit, а в 1981—1982 годах — Eagle Kammback.
Спортивные версии AMC Spirit участвовали в шоссейных гонках. В 1979 году компания B.F. Goodrich спонсировала команду из двух автомобилей Spirit AMX в гонке «24 часа Нюрбургринга». Это были первые американские автомобили в этом соревновании. После почти 2000 километров они заняли первое и второе места в своём классе, 25-е и 43-е в общем зачёте из 120 автомобилей. При этом они были одними из самых быстрых участников, использующих уличные шины, и не имели проблем с ними. Автомобили AMC Spirit в частном порядке участвовали в соревнованиях International Motor Sports Association (IMSA) Champion Spark Plug Challenge и Racing Stock Class, а также в дрифтовых гонках.
Дизайн AMC Spirit, по мнению автомобильных журналистов, был «особенно изящным для такого короткого автомобиля» благодаря работе дизайнера Дика Тига. Тест-драйв, проведённый журналом Popular Science, описал переход как то, что у AMC есть «самые умные инженеры в Детройте», укрепляющие свою репутацию «получающих внешний вид стоимостью 200 долларов за 100 долларов».

## Производственные показатели
| Модельный год | AMC Spirit |
| ------------- | ---------- |
| 1979          | 52,714     |
| 1980          | 71,032     |
| 1981          | 44,599     |
| 1982          | 20,182     |
| 1983          | 3,491      |
| Всего         | 192,018    |

## Галерея

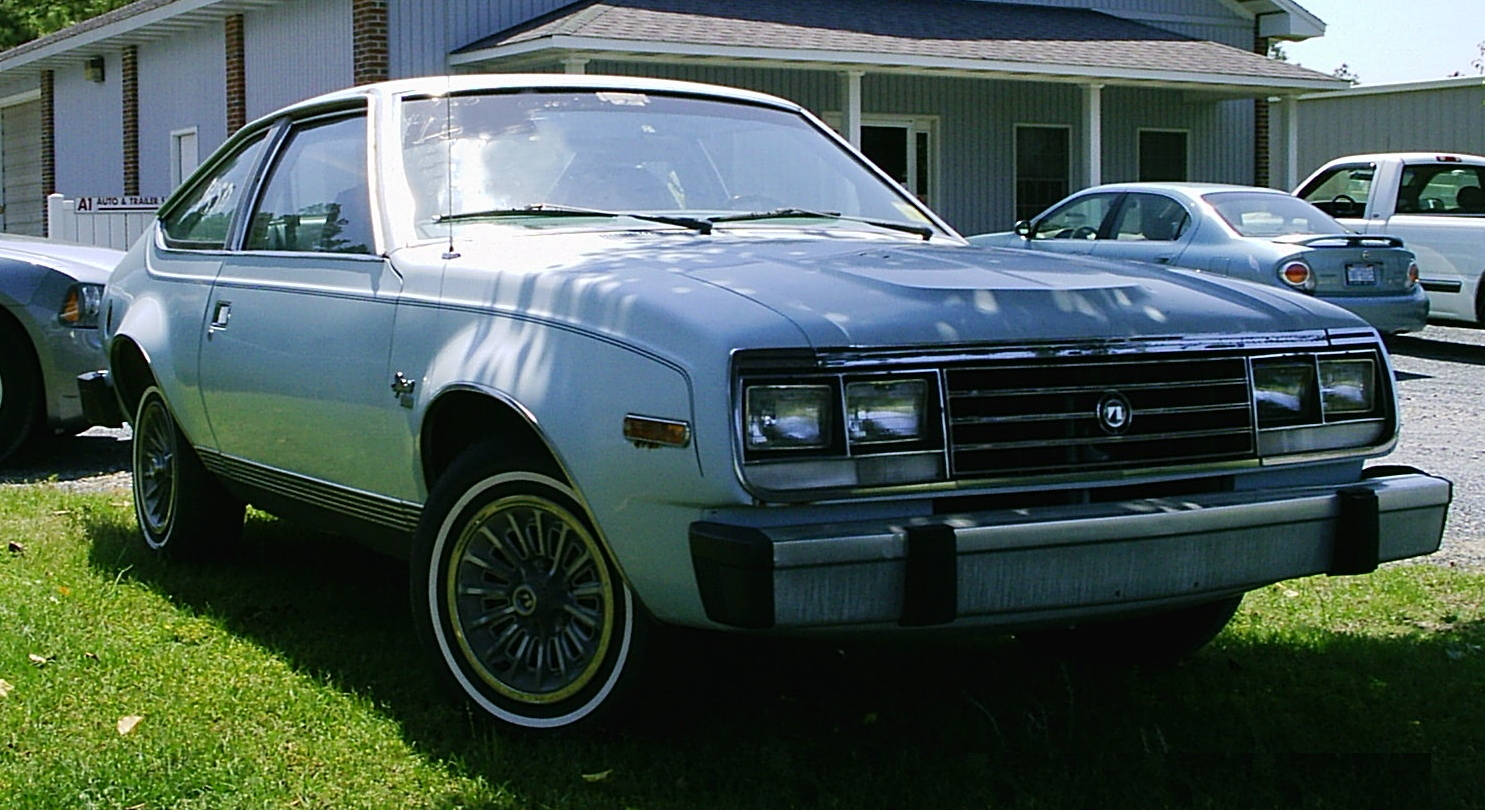
1979 Spirit DL (лифтбек)
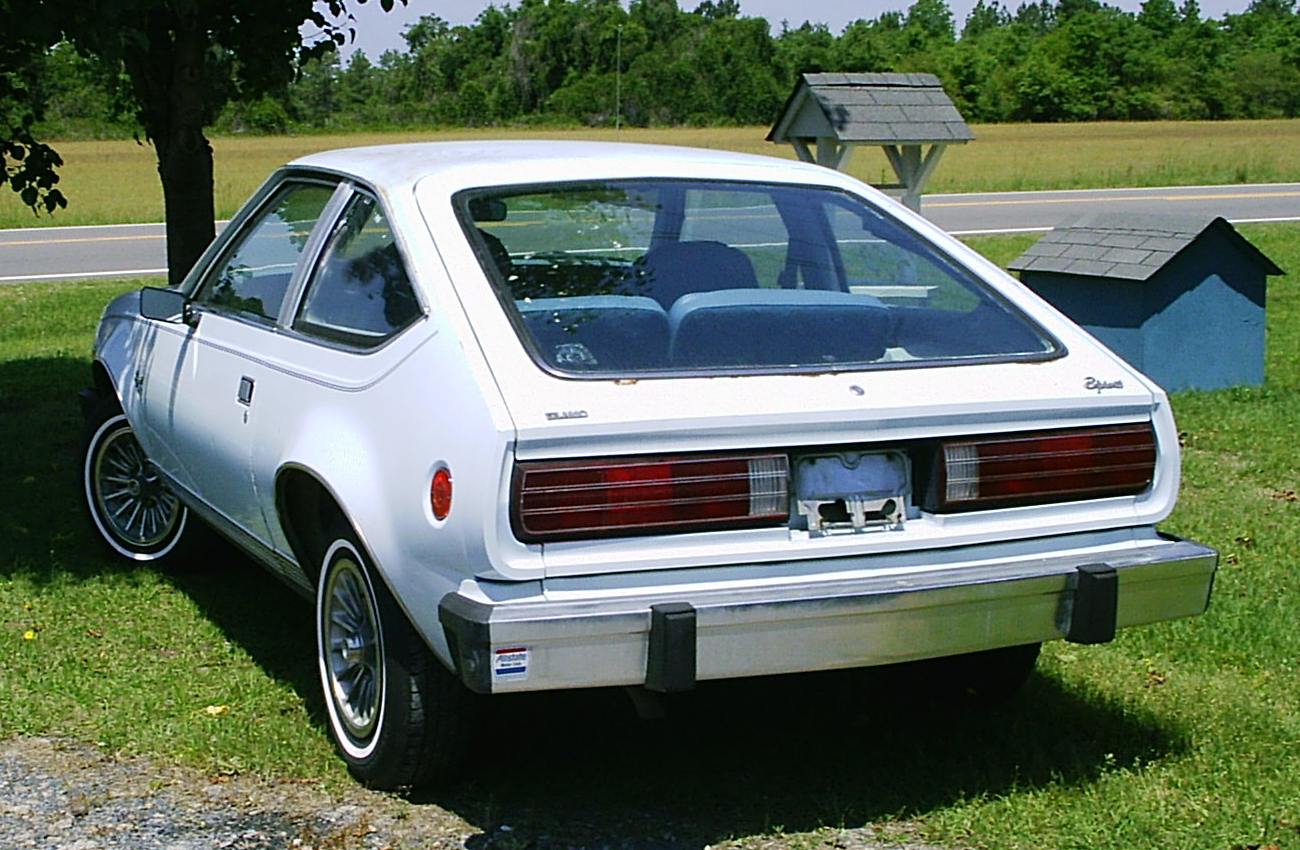
Вид сзади
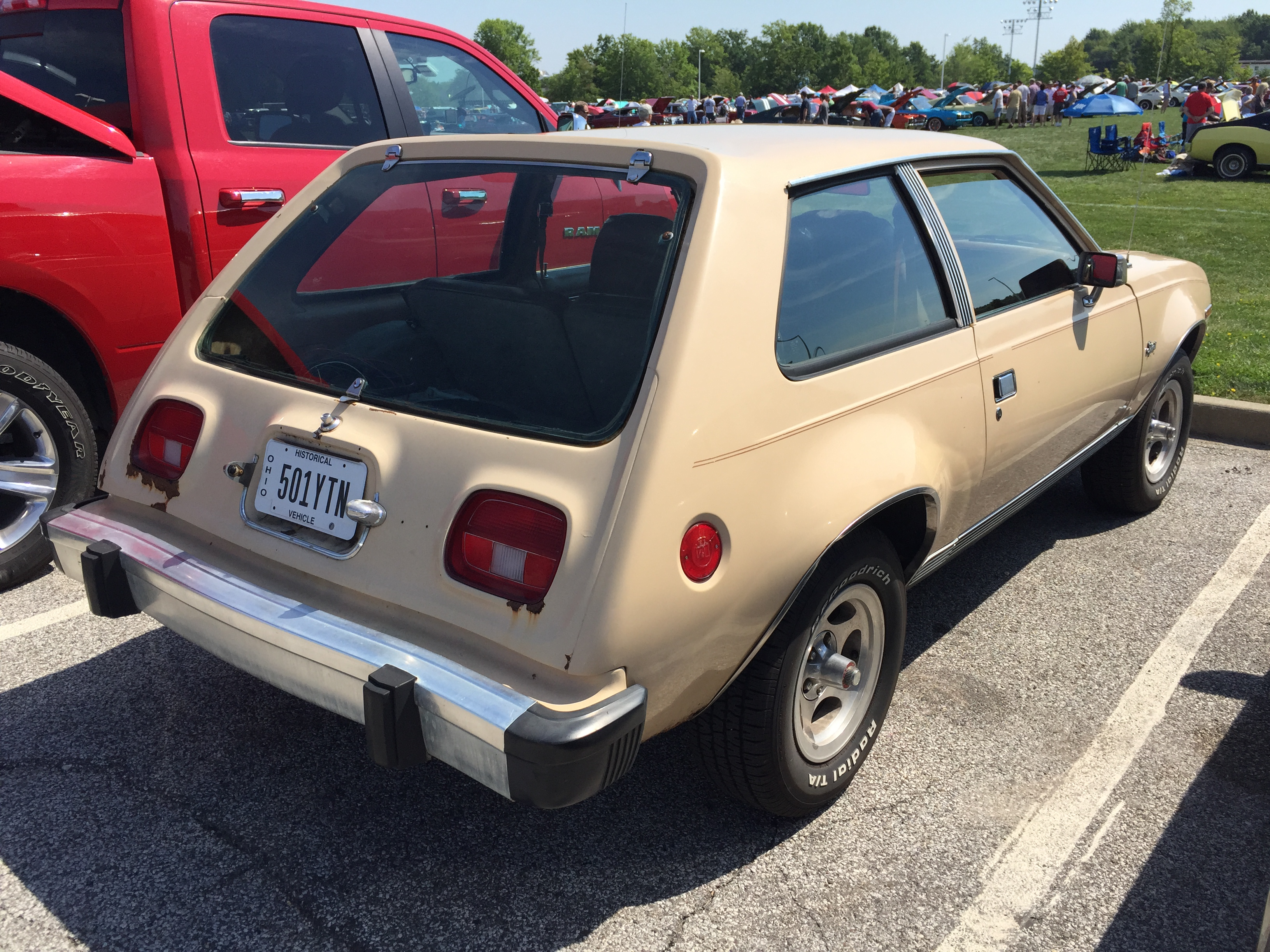
Седан с большим окном с четвертью и поднимающимся задним стеклом
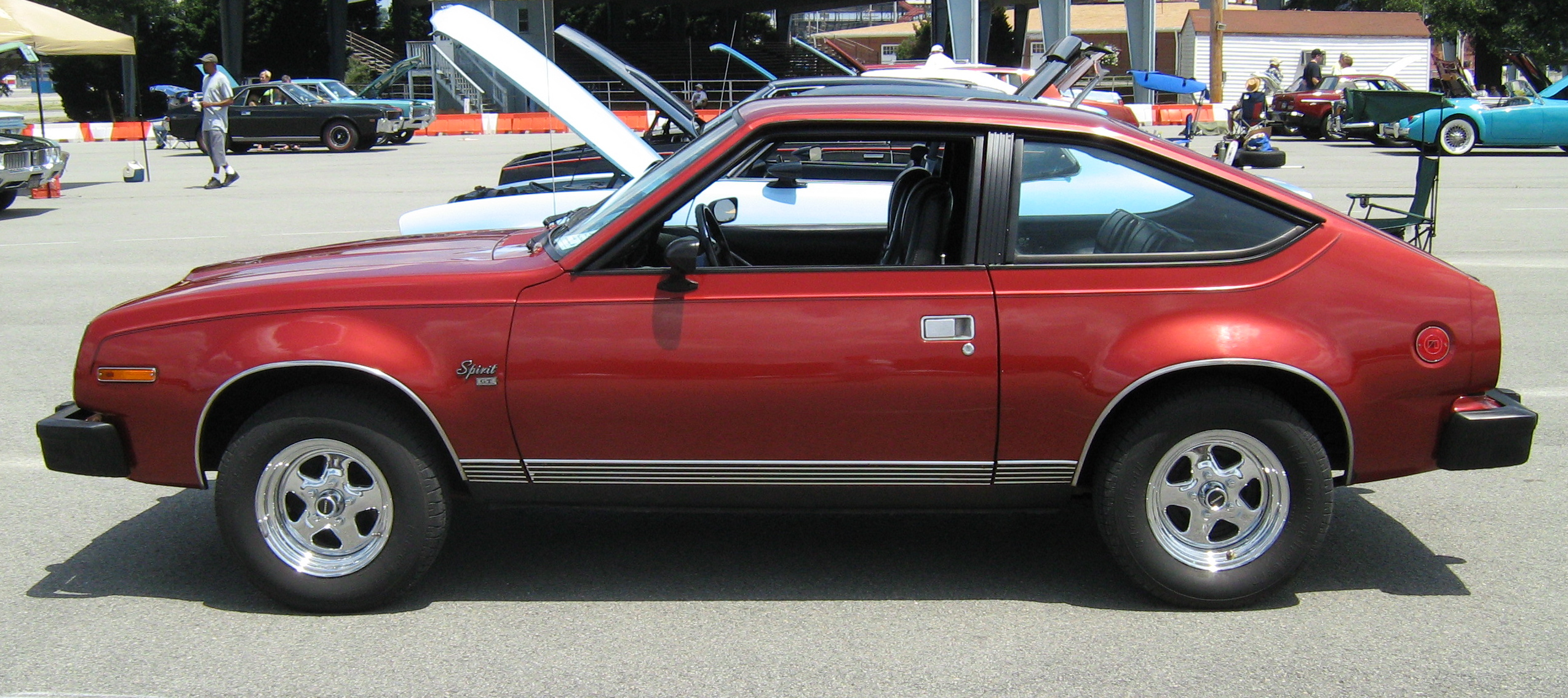
1979 AMC Spirit GT
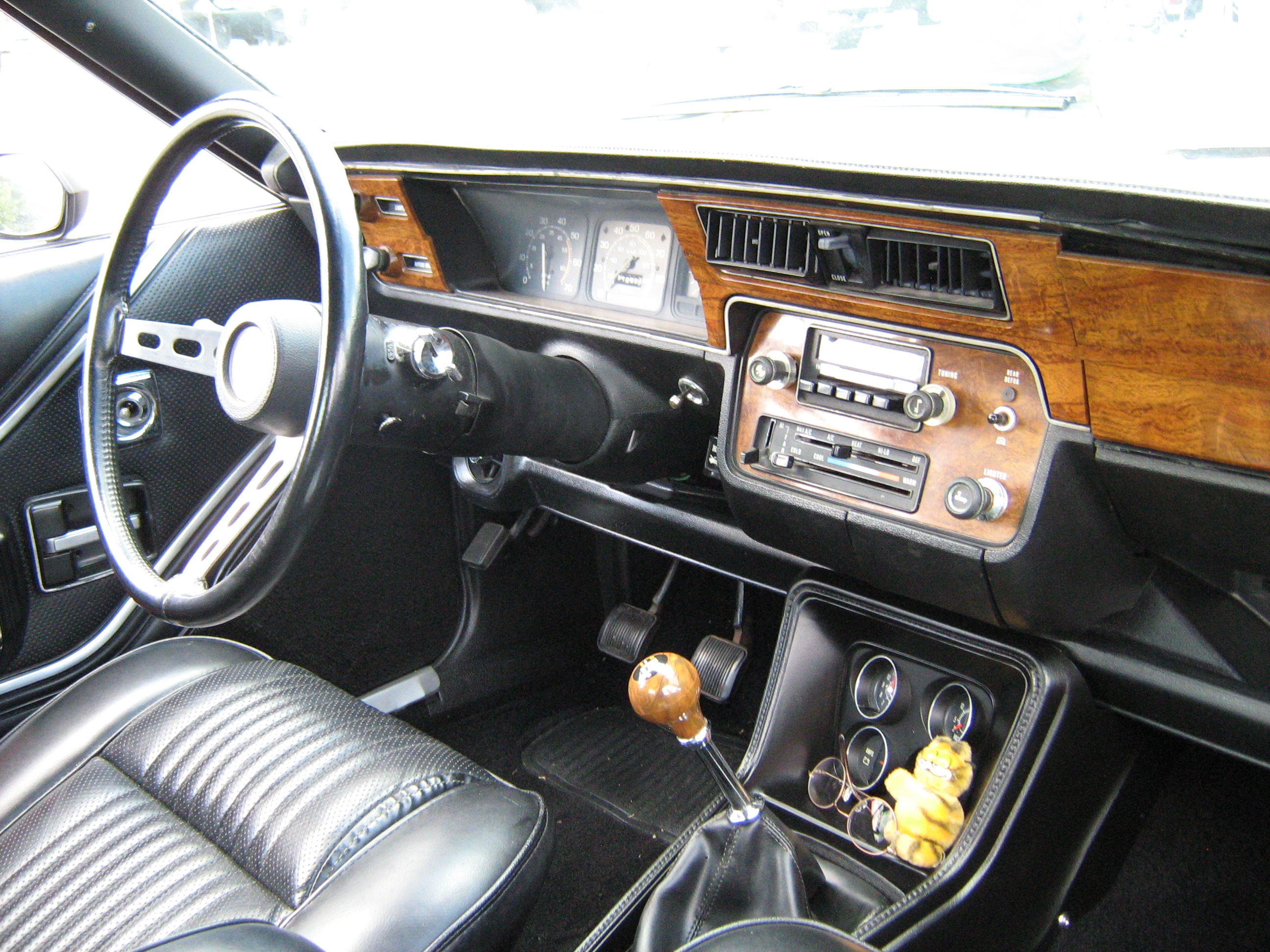
Интерьер
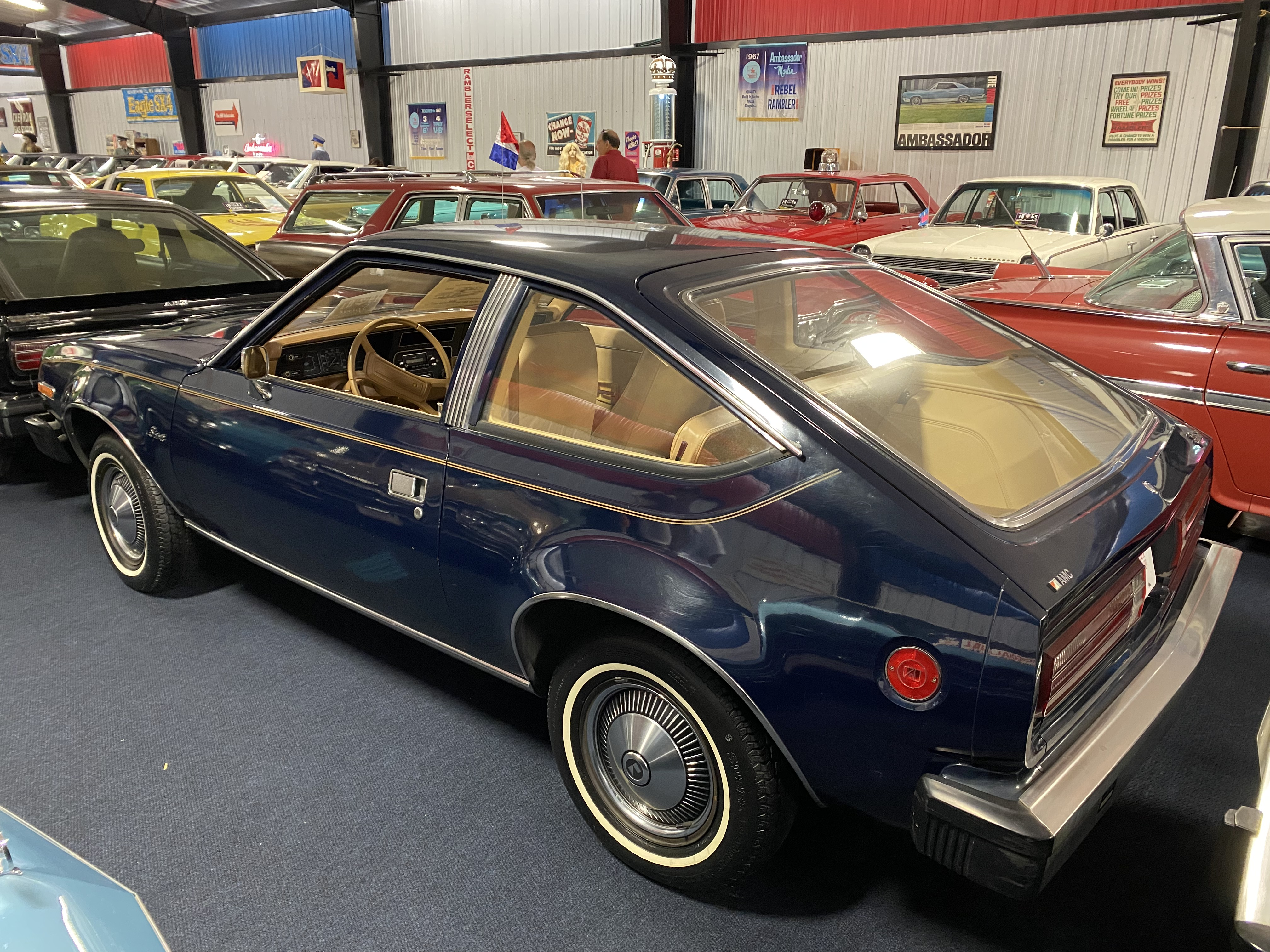
1981 AMC Spirit (базовая модель)
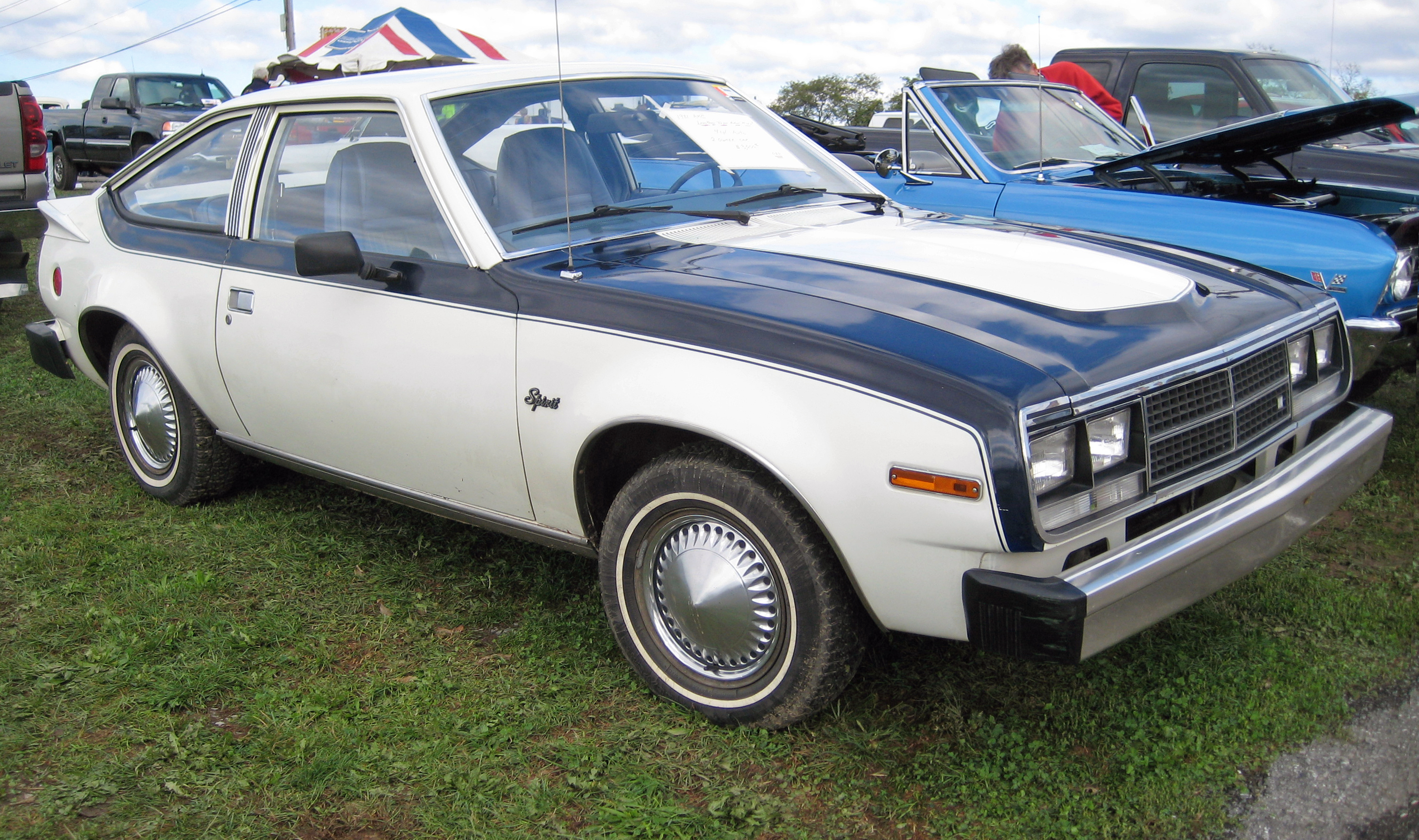
1981 AMC Spirit (со спойлерами)
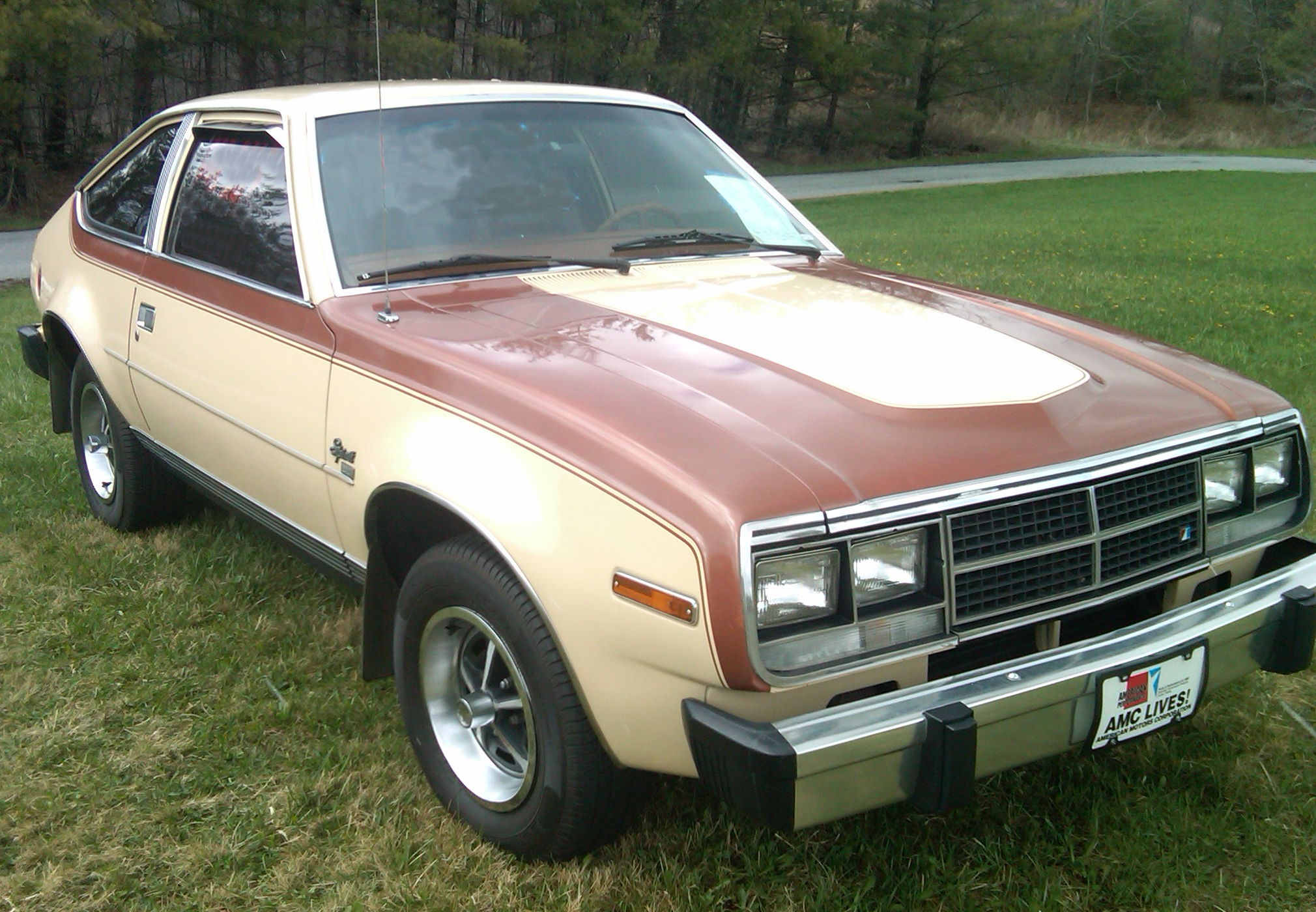
AMC Spirit DL
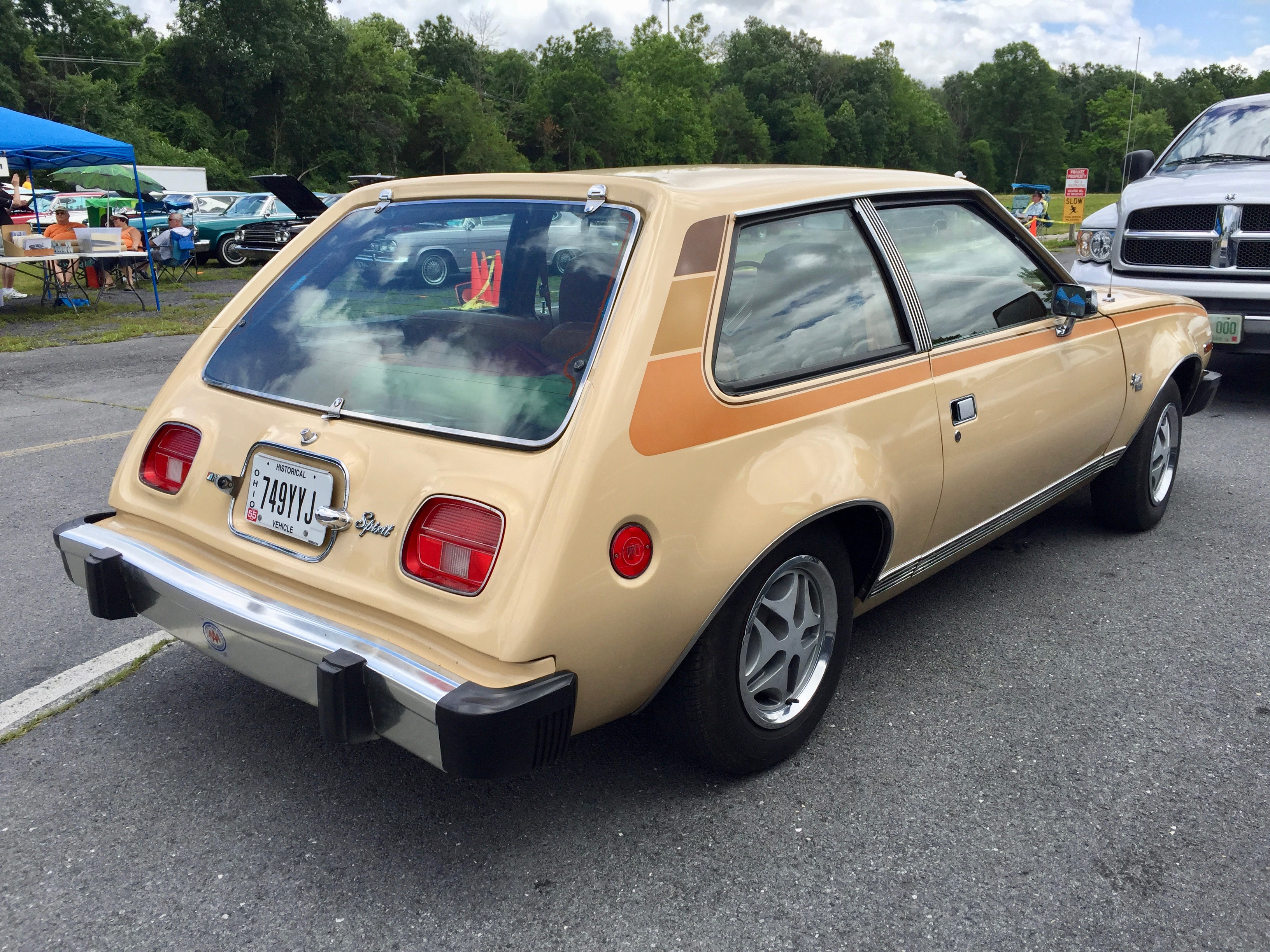
Седан с дополнительными полосами
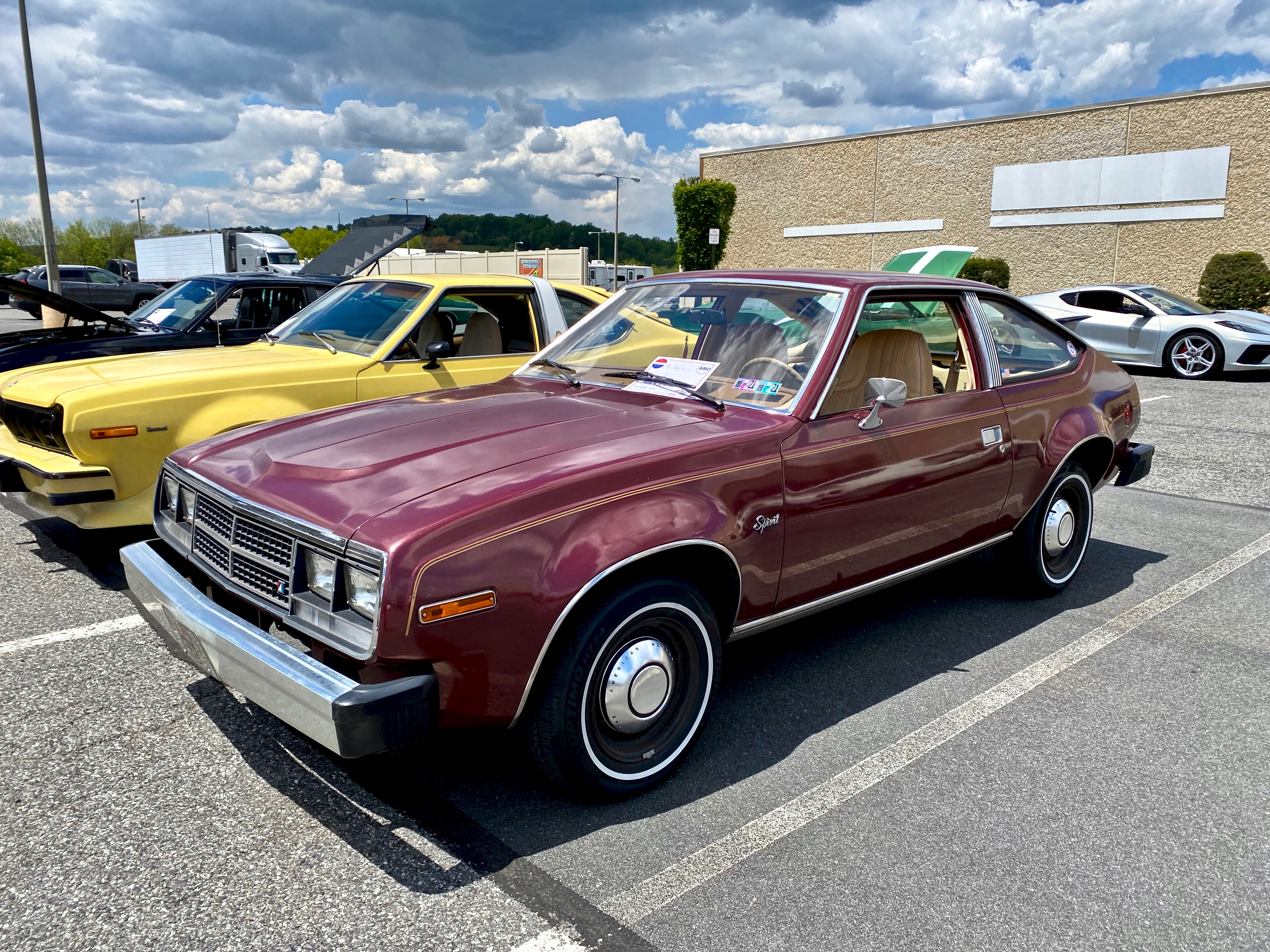
1982 AMC Spirit (базовая модель)
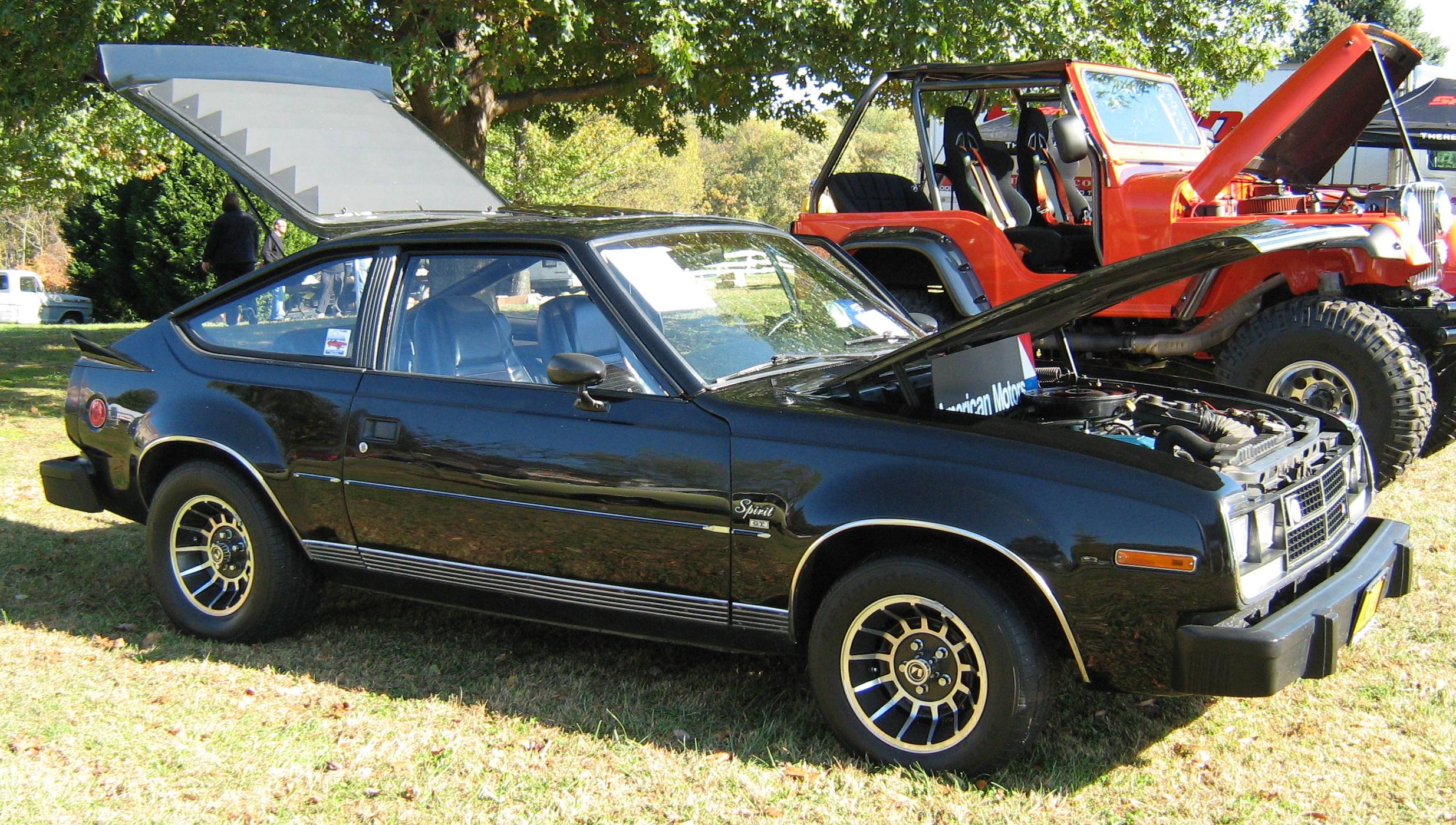
1983 Spirit GT
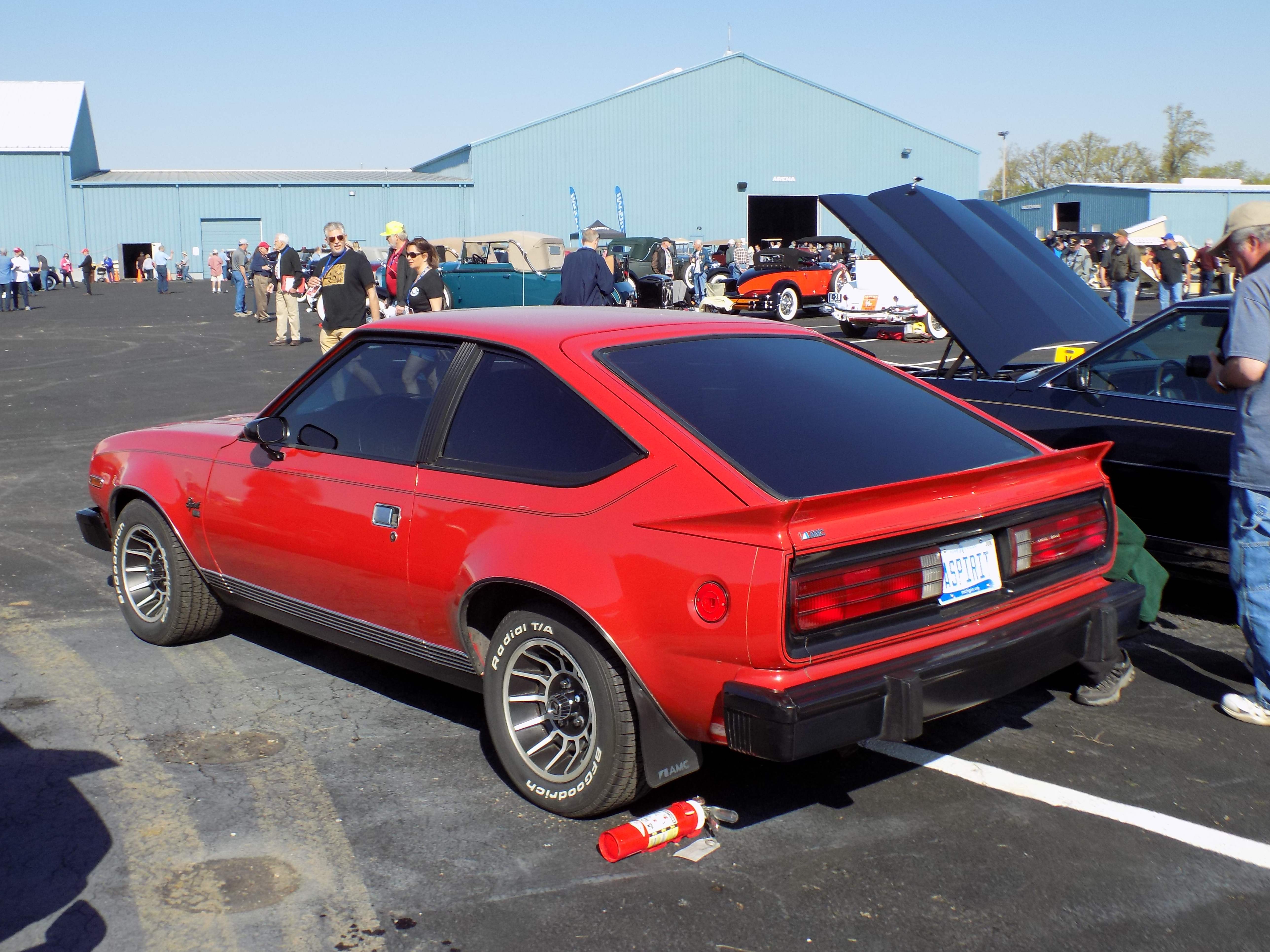
1983 Spirit GT